# Сперановка
Сперановка — деревня в Муромцевском районе Омской области России, в составе Костинского сельского поселения .

## История
Основана в 1890 году. В 1928 году село Больше-Никольское состояло из 68 хозяйств, основное население — русские. В составе Больше-Никольского сельсовета Большереченского района Тарского округа Сибирского края.

## Население
| 1926 | 2010 |
| ---- | ---- |
| 436  | ↘70  |